# قسم سيد جمال الدين الريفي (مقاطعة أسد أباد)
قسم سید جمال الدین الريفي (بالفارسية: دهستان سید جمال‌الدین) هي قسم تقع في إيران في قسم. يقدر عدد سكانها بـ 13,428 نسمة .